# Gliadina
La gliadina /ɡliaˈdiːna/ è una proteina componente del glutine. Più specificamente, è una prolammina contenuta in particolar modo nelle farine di frumento, orzo, segale, farro, spelta, triticale e molti altri cereali del genere Triticum - tutti alimenti che un celiaco deve imparare a riconoscere e ad evitare, anche se usati come ingredienti all'interno di alimenti complessi. Esse formano una massa pastosa che impartisce al glutine proprietà plastiche essenziali per dare al pane la possibilità di crescere correttamente durante la cottura. 
La gliadina e la glutenina sono le due componenti principali del glutine. La gliadina è solubile in alcool 60% mentre la glutenina è insolubile. La gliadina ha principalmente proteine monomeriche mentre la glutenina ha principalmente polimeri.
Ci sono quattro principali tipi di gliadina (α, β,γ, ed ω), ai quali il corpo è intollerante nella celiachia.

## Stato della ricerca
Secondo uno studio pubblicato dalla rivista Journal of Cereal Science, un decapeptide (una molecola costituita da 10 aminoacidi) denominato pRPQ (sequenza di amminoacidi R-P-Q) e naturalmente presente nella frazione proteica di alcuni cereali, potrebbe combattere la tossicità della gliadina, la proteina responsabile della celiachia. De Vita et al. hanno isolato il gene che codifica per il decapeptide RPQ da alcune varietà di frumento tenero e, successivamente, hanno dimostrato la capacità di questa molecola di prevenire la tossicità della gliadina in modelli in vitro (compresa la coltura di mucosa intestinale di pazienti celiaci), che riproducono i meccanismi di tossicità del glutine in vivo. Lo studio dimostra che i frumenti insieme al glutine possono contenere anche molecole capaci di contrastare, almeno in vitro, l'azione tossica del glutine stesso ed apre interessanti scenari per lo sviluppo di nuovi prodotti destinati ai pazienti con celiachia.  Tuttavia, gli esperti sottolineano come sia indispensabile eseguire i test clinici in vivo su volontari umani.